# Proceedings of the U.S.S.R. Congress of Genetics, Plant- and Animal-Breeding
Proceedings of the U.S.S.R. Congress of Genetics, Plant- and Animal-Breeding (abreviado Proc. U.S.S.R. Congr. Genet.) es una revista científica con ilustraciones y descripciones botánicas que fue publicada en la URSS en el año 1929.